# Yang (album)
Yang è il secondo album in studio del rapper italiano Highsnob, pubblicato il 16 ottobre 2021 per l'etichette Epic Records/Sony Music.

## Tracce
1. Too Much – 2:21
2. No Boyfriend – 2:48
3. Balaclava (feat. Nitro) – 2:45
4. Bad Bitch (feat. MamboLosco) – 3:21
5. Per odiarti non ho tempo (feat. Samuel Heron) – 2:54
6. Uber Black – 2:50
7. La rovina (feat. Axos) – 2:38
8. Rooftop – 2:48
9. Bugie da bere (feat. Pacestema) – 3:13
10. Wannabe Vol. 3 (feat. Junior Cally ed Enzo Dong) – 3:24
11. Yin & Yang – 3:16